# Forums jeunesse régionaux
Les forums jeunesse régionaux du Québec sont des organisations qui « participent activement à l'exercice de la citoyenneté et à la préparation de la relève ». Ils sont présents dans toutes les régions administratives du Québec. Il existe un forum par région administrative à l'exception des régions du Nord-du-Québec et de la Montérégie qui en compte trois chacune. 

## Historique
Les forums jeunesse régionaux s’inscrivent dans la Politique jeunesse du gouvernement du Québec dès 1998 avec divers mandats à l’échelle régionale : exercer un rôle aviseur auprès des CRD, élaborer le volet consacré aux jeunes dans la planification stratégique régionale, favoriser la représentation des jeunes sur les conseils d’administration des CLD et favoriser la concertation entre les intervenants jeunesse locaux et régionaux.
Les mandats des forums évolueront avec la succession des plans d’actions et stratégies gouvernementales (Plan d’action 1998-2001, Plan d’action 2002-2005, Stratégie 2006-2009 et Stratégie 2009-2014). 

## Mandats[3]
1. Favoriser la représentation des jeunes en région
2. Encourager et maintenir la concertation entre les représentants des jeunes et les partenaires locaux et régionaux
3. Exercer un rôle-conseil en matière de jeunesse.
4. Promouvoir l'implication sociale des jeunes à l'échelle locale et régionale et coordonner les actions des agents de participation citoyenne
5. Soutenir financièrement des actions jeunesse structurantes, ainsi que des projets locaux et régionaux, par l'intermédiaire du Fonds régional d'investissement jeunesse (FRIJ)

## Liste des forums jeunesse régionaux du Québec[4]
(juin 2014).
Il existe 21 forums jeunesse régionaux au Québec. Dix-neuf (19) de ceux-ci sont rattachés aux régions administratives et 2 sont liés à des Nations autochtones du Québec. Certains s'appellent des forums jeunesse et d'autres portent une appellation particulière. 

### Forums jeunesse rattachés aux régions administratives
1. Commission jeunesse du Bas-Saint-Laurent
2. Regroupement Action Jeunesse 02
3. Forum jeunesse de la Capitale-Nationale
4. Forum jeunesse Mauricie
5. Forum jeunesse Estrie
6. Forum jeunesse de l'île de Montréal
7. Table jeunesse Outaouais
8. Forum jeunesse Abitibi-Témiscamingue
9. Forum jeunesse Côte-Nord
10. Mouvement jeunesse Baie-James (Nord-du-Québec)
11. Commission jeunesse Gaspésie-îles-de-la-Madeleine
12. Forum jeunesse régional Chaudière-Appalaches
13. Forum jeunesse Laval
14. Forum jeunesse Lanaudière
15. Forum jeunesse des Laurentides
16.1. Forum jeunesse Montérégie-Est (Montérégie)
16.2. Forum jeunesse Longueuil (Montérégie)
16.3. Forum jeunesse de la Vallée-du-Haut-St-Laurent (Montérégie)
17. Forum jeunesse Centre-du-Québec

### Forum jeunesse de Nations autochtones
1. Cree nation youth council (Nation crie)
2. Saputiit youth association of Nunavik (Nation inuite)